# 渕上玲子
渕上 玲子（ふちがみ れいこ、1954年8月 - ）は、日本の弁護士。女性初の日本弁護士連合会会長。女性初の東京弁護士会会長や、総務省電気通信事業紛争処理委員会委員長代理等も務めた。

## 経歴
長崎県西海市の大島で、島の基幹産業だった鉱山・三井松島産業大島鉱業所の閉山が近づいてきた15歳の秋まで育ち、親の転勤に伴い、1973年千葉県立千葉高等学校卒業。1977年一橋大学法学部卒業。民事訴訟法・竹下守夫ゼミ出身。2004年災害復興まちづくり支援機構を共同設立し代表に就任。
東京都不動産鑑定士協会監事、総務省電気通信事業紛争処理委員会委員等を歴任し、2010年総務省電気通信事業紛争処理委員会委員長代理。2017年から女性初の東京弁護士会会長及び日本弁護士連合会副会長を務め、一時保育サービスの実現などにあたった。また、アディーレ法律事務所に対し「極めて悪質な行為で長期間にわたって反復継続されている」との声明を出し、業務停止2カ月の処分を下した。
2018年には障害者雇用水増し問題検証委員会で松井巌委員長の下で委員に就任し原因究明にあたった。同年法務省検察官・公証人特別任用等審査会委員、東京都都市復興基本計画検討委員会委員。2020年日本弁護士連合会事務総長。2022年日本弁護士政治連盟副理事長、日弁連法務研究財団顧問。
2024年2月9日、日本弁護士連合会は次期会長選挙を行い、11,110票を獲得し対立候補の及川智志の3,905票を大幅に上回り次期会長に選出された。女性の会長は初めてで、裁判所、検察庁を含む法曹でも組織トップに女性が就くのは初めて。20日の選挙管理委員会を経て正式に決まる。最終投票率は33.23%。全国の弁護士会でみると45の弁護士会で最多得票を得た。

## 人物
趣味は太極拳や、イギリスの推理ドラマ鑑賞。